# Tribal Hidage
Tribal Hidage je popis trideset i pet plemena. Sastavljan je u Anglosaskoj Engleskoj u razdoblju između 7. i 9. stoljeća. Sadrži popis neovisnikh kraljevstava i manjih teritorija. Svakom s liste pridružuje nekoliko hideova. Na čelu popisa plemena je Mercija i sastoji se gotovo isključivo od naroda koji su živjeli južno od ušća Humbera i zemalja koje su okruživale mercijsko kraljevstvo, od kojih znanstvenici nikad nisu zadovoljavajuće identificirati. Vrijednost od 100.000 hideova za Wessex daleko je najveća: smatra se da je ovo pretjerana slobodna procjena.